# Apollo-Anwendungs-Programm
Das Apollo Applications Program (kurz AAP, englisch für Apollo-Anwendungs-Programm) war ein Raumfahrtprojekt der USA. Es wurde im August 1965 von der National Aeronautics and Space Administration (NASA) ins Leben gerufen und entstand aus dem Wunsch heraus, über die Mondflüge hinaus die Hardware des Apollo-Programms für weitere, wissenschaftliche Missionen zu verwenden.
Das einzige geplante Projekt, das tatsächlich durchgeführt wurde, war die Raumstation Skylab, und so wurde das Apollo Applications Program am 17. Februar 1970 offiziell in Skylab Program umbenannt.

## Ursprünge
1965 und 1966 begannen Studien, die Raumschiffe (Crew and Service Module, CSM), Landefähren (Lunar Module, LM) und Saturn-Trägerraketen der Apollo-Missionen zu ergänzen und für andere Zwecke zu verwenden, mit einem Fokus auf wissenschaftliche Missionen. Zu diesem Zeitpunkt war der Umfang der Mondlandemissionen noch unklar und die genaue Zahl der benötigten Fluggeräte daher noch nicht definiert.

### Mondbasis
Unter dem Namen AES (Apollo Extension Series) wurde bereits vor 1965 ein Konzept für eine Mondbasis untersucht. Dabei hätte eine unbemannte Rakete vom Typ Saturn V eine auf dem CSM basierende Behausung auf den Mond gebracht, während eine zweite Saturn V die übliche Zweimanncrew gelandet hätte. Diese Konfiguration, die auch einen Rover und ein kleines Raketenfluggerät vorsah, hätte bis zu 200 Tagen Aufenthalt erlaubt; die Isolation des CSM-Piloten, der während dieser Zeit allein in der Mondumlaufbahn verblieben wäre, stellte allerdings eine besondere Herausforderung dar. Daher gab es auch Überlegungen, die gesamte Crew zu landen und das CSM autonom in der Umlaufbahn zu belassen. Die Studie wurde auf vier Phasen bis in die Mitte der 1970er Jahre geplant, wobei einige der Wünsche (Rover, Handkarren, dreitägiger Aufenthalt) in den späteren Missionen Apollo 15 bis Apollo 17 tatsächlich umgesetzt wurden.

### Erweiterte Mondbasis
Als Weiterentwicklung des AES waren die Programme ALSS (Apollo Logistics Support System) und LESA (Lunar Exploration System for Apollo) vorgesehen. Es wurden neue, leistungsfähigere Landeschiffe wie der fünf Tonnen Last tragende LM-Truck und fahrbare Labore, ein Kernreaktor zur Energieversorgung auf der Mondoberfläche, sowie Aufenthalte für zwei Personen über 30 Tage (ALSS) bzw. bis zu sechs Personen und 180 Tagen angedacht (LESA). Zu konkreten Planungen kam es nicht.

### Notaufstiegsgerät

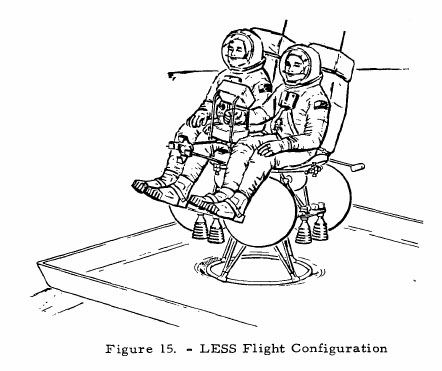
Konzeptzeichnung des Lunar Escape Systems

Für den Fall des Versagens der Aufstiegsstufe der Mondlandefähre untersuchte die NASA einige einfache Konzepte, zwei Astronauten in die Umlaufbahn zu dem dort wartenden CSM zu bringen.

### Bemannter Venusvorbeiflug
Eine weitere Idee sah vor, eine Saturn V auf einer freien Rückkehrbahn zur Erde mit einem Vorbeiflug an der Venus zu bringen. Für diese Mission wäre kein LM erforderlich gewesen, so dass die Saturn V die erforderliche Geschwindigkeit hätte aufbringen können. Die Astronauten hätten die leergebrannte Raketenstufe S-IVB bewohnbar gemacht (sogenanntes „wet workshop“-Konzept) und wären erst kurz vor der Rückkehr zur Erde wieder ins CM umgestiegen.

### Raumstation

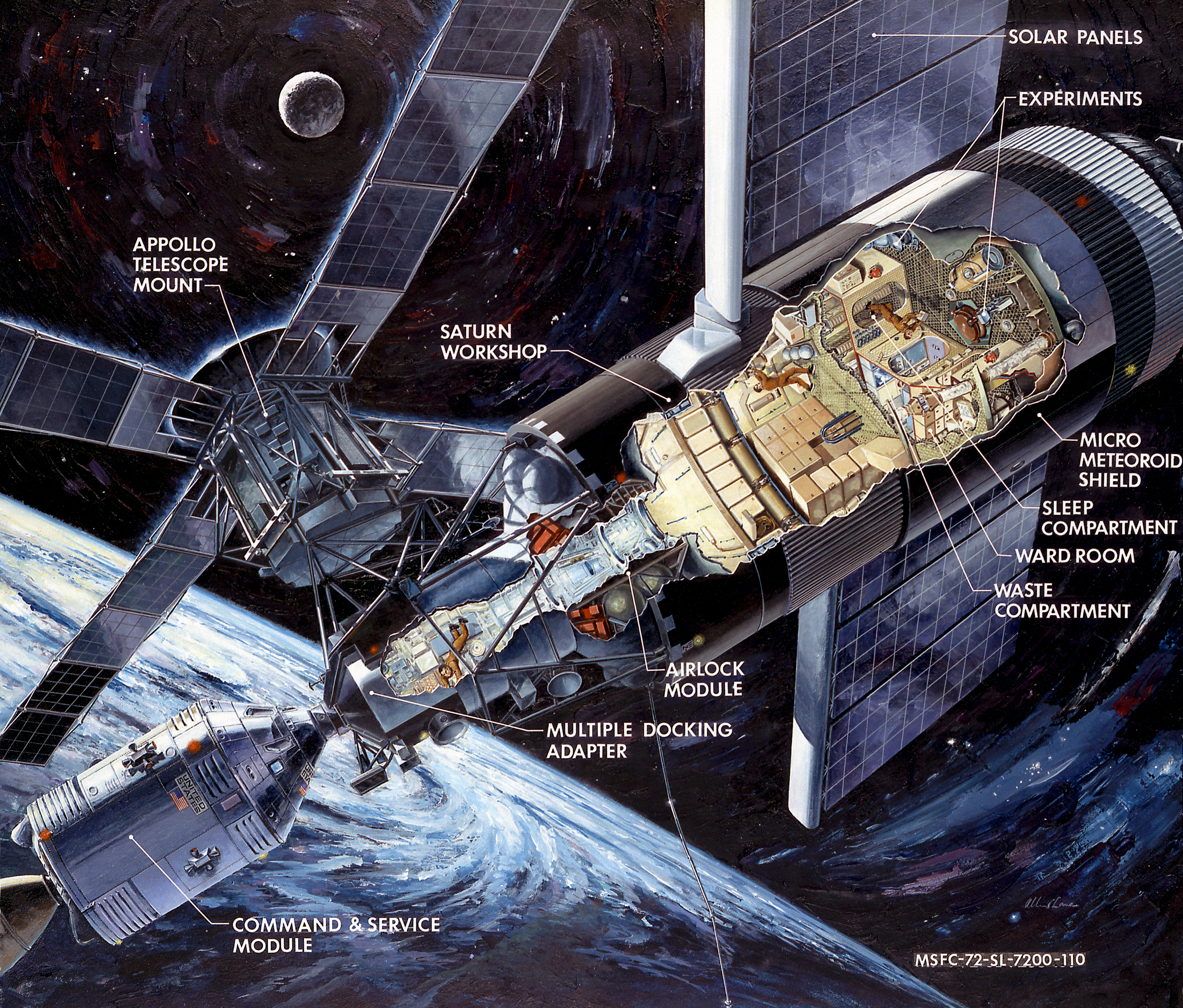
Skylab, das spätere Hauptergebnis des Anwendungsprogramms

Es existierten vielfältige Vorschläge für Raumstationen, die als bemannte Orbitallabore dienen sollten. Neben dem schließlich realisierten Skylab, das zum Großteil aus einer leeren Raketenstufe bestand, existierte beispielsweise der Wunsch nach einer weit geräumigeren Forschungsstätte mit integriertem 3-m-Weltraumteleskop. Ein günstigerer Entwurf stellt die Abwandlung des LM als Orbitallabor dar, das gleichzeitig mit einem kompletten Apollo-Raumschiff gestartet und anstelle der Aufstiegsstufe mit Experimenten ausgerüstet worden wäre. Die Positionierung einer Raumstation in einer Umlaufbahn um den Mond wurde ebenfalls diskutiert.

## Entwicklung
Nach 1968 konzentrierten sich die Planungen in Folge von Budgetkürzungen auf drei verschiedene Konzepte:
- eine Apollo Telescope Mission (ATM) auf einer Erdumlaufbahn zur Untersuchung der Sonne, bestehend aus Komponenten des LM und aus Solarzellen versorgt;
- eine Apollo Manned Survey Mission auf einer Umlaufbahn mit hoher Inklination zur Erdbeobachtung;
- ein Konzept einer Raumstation basierend auf einer leeren S-IVB als „wet workshop“ in einer Erdumlaufbahn.

## Missionen
1969 verlagerte sich der Fokus auf das Konzept einer Raumstation, nachdem klar war, dass auch die kleineren Raketen vom Typ Saturn IB verfügbar wären. Skylab bestand aus alten und neuen Apollo-Modulen, setzte dabei auch wesentliche Merkmale der Apollo Telescope Mission um und wurde schließlich als gebrauchsfertiger „dry workshop“ gebaut. Trotz einer Panne während des Starts, bei der die Raumstation erheblich beschädigt wurde, war das Programm ein voller Erfolg und wurde 1973/1974 drei Mal bemannt.
Nach der letzten Besatzung besaß Skylab noch Mannschaftsvorräte für 180 Tage. Die NASA ging davon aus, die Station auch mit dem Space Shuttle weiter nutzen zu können und plante die Mission STS-2a zur Wiederinbetriebnahme. Doch bereits 1979 – noch vor dem ersten Shuttle-Start – musste man mit Skylab die letzte Apollo-Anwendung wegen unerwarteter Höhenverluste und Ausfällen aufgeben.